# チャレット (駆逐艦)
チャレット (USS Charrette, DD-581) はアメリカ海軍の駆逐艦。フレッチャー級。艦名は、1898年の米西戦争でサンチャゴ港閉塞に参加し名誉勲章を受章したジョージ・チャレット大尉に因む。
第二次世界大戦の戦功で13個の従軍星章を受章し、戦後はギリシャ海軍で1991年まで運用された。退役後もギリシャ国内で博物館船として保存されている。
なお艦名の「Charrette」について日本語文献では「チャレット」と表記することが多いが、原音は「シャレット」に近く、こちらに合わせた表記も見られる。

## 艦歴
「チャレット」は1942年2月20日にボストン海軍工廠で起工、同年6月3日にG・チャレット夫人の手で進水した。1943年5月18日にE・S・カーペ中佐の指揮の下就役した。

### ギルバート諸島の戦い
「チャレット」は太平洋に配備されることになり、1943年9月20日に空母「モンテレー (USS Monterey, CVL-26) 」を護衛してニューヨークを出港、10月9日に真珠湾へ到着した。以降、「チャレット」はギルバート諸島の日本軍拠点を空襲する第50任務部隊（Task Force 50, TF 50）へ参加した11月10日まで訓練に費やした。
11月26日、「チャレット」はマキンの戦いとタラワの戦いで上陸する海兵隊の援護を行うとともに、任務部隊の艦艇の護衛任務に従事した。12月8日にはナウル島を砲撃する戦艦を護衛した後、空母と共にエファテ島へ向かった。12月21日、グロスター岬の戦いに先立つ3日間、ニューアイルランド島のカビエンへ空襲を行う空母を護衛して出撃する。なおも北上した部隊は1944年1月21日にマーシャル諸島への侵攻に備えるためフナフティへ到着した。

### マーシャル諸島の戦い
1944年1月23日から2月5日にかけて、「チャレット」が護衛する空母の艦上機はクェゼリン環礁とエニウェトク環礁に空襲を行った。
この活動中の2月3日22時3分、戦艦「ニュージャージー (USS New Jersey, BB-62) 」のレーダーが21マイル (34 km) 先に反応を捉えた。「チャレット」は調査に派遣され、10,300ヤード (9,400 m) に接近したところで反応は消えた。引き続きソナーで捜索を行い、2月4日0時3分に爆雷8発を投下したが接触を失った。その後護衛駆逐艦「フェア(USS Fair, DE-35) 」が加勢して0時40分にヘッジホッグ対潜迫撃砲を発射し4回の爆発を確認、その潜水艦を撃沈したものと思われた。この対潜攻撃は「伊175」あるいは「呂39」の喪失原因だとする説がある。2月6日、「チャレット」はマジュロの環礁内に投錨した。

### トラック島空襲
「チャレット」は1944年2月12日に出撃し、トラック島空襲を行う空母らを護衛。「チャレット」が加わった第50.9任務群（Task Group 50.9, TG 50.9）はトラック島近海の日本海軍艦艇を掃討し、練習巡洋艦「香取」、駆逐艦「舞風」、特設駆潜艇1隻を撃沈した後に翌日空母と合流した。
マジュロへ給油艦の一団を護衛後、「チャレット」は3月15日まで真珠湾でオーバーホールを実施する。その後はニューギニア方面への作戦に備えてトラック島およびパラオ諸島の日本軍艦船へ空襲を反復する空母の護衛に戻った。任務部隊は3月22日から4月1日までの期間、度々日本側の空襲にさらされたが、「チャレット」ら護衛艦艇は対空戦闘によってそれらの攻撃をはねのけた。4月7日にマジュロへ帰還後、1週間後に出撃した空母はニューギニアの日本軍飛行場と防衛拠点を攻撃するとともに、4月22日のフンボルト湾への上陸を支援した。4月29日のトラック島への空襲を護衛した後、5月1日にポナペ島へ艦砲射撃を行う任務部隊の戦艦の護衛を行った。

### マリアナ諸島の戦い
1944年6月6日、「チャレット」はマリアナ諸島の戦いに加わるため出撃する。「チャレット」が護衛する空母は6月11日から16日にかけてグアム島、サイパン島、ロタ島を空襲し、さらに北へ向かった部隊はサイパン島への上陸を支援するために硫黄島にも爆撃を加えた。6月15日、小笠原諸島東方で空母「バターン (USS Bataan, CVL-29) 」の艦上機の空襲により損傷した輸送船「龍田川丸」（第4611船団の1隻）を、「チャレット」および僚艦「ボイド(USS Boyd, DD-544) 」が砲撃を加えて撃沈した。「チャレット」らは「龍田川丸」の生存者112名を救助した。
一連の活動に成功した後、「チャレット」の所属する高速空母任務部隊（第58任務部隊）は6月19日からマリアナ沖海戦で日本海軍機動部隊と激しく衝突することになった。日本の空母戦力が打ち破られるまでの2日間、「チャレット」は任務部隊の護衛、対空戦闘、プレーンガード任務を継続した。6月20日の夜、最後の攻撃から帰投し夜間着艦する艦上機たちにビーコンライトを明滅して誘導を助けるとともに、燃料切れで不時着水した機体の搭乗員救助にあたった。
6月21日に任務部隊はマリアナ諸島から戻り、グアム島、ロタ島、さらにパガン島と父島を空襲した。「チャレット」は8月5日に父島を砲撃し、訓練のためにエニウェトク環礁へ戻った。

### フィリピンの戦い

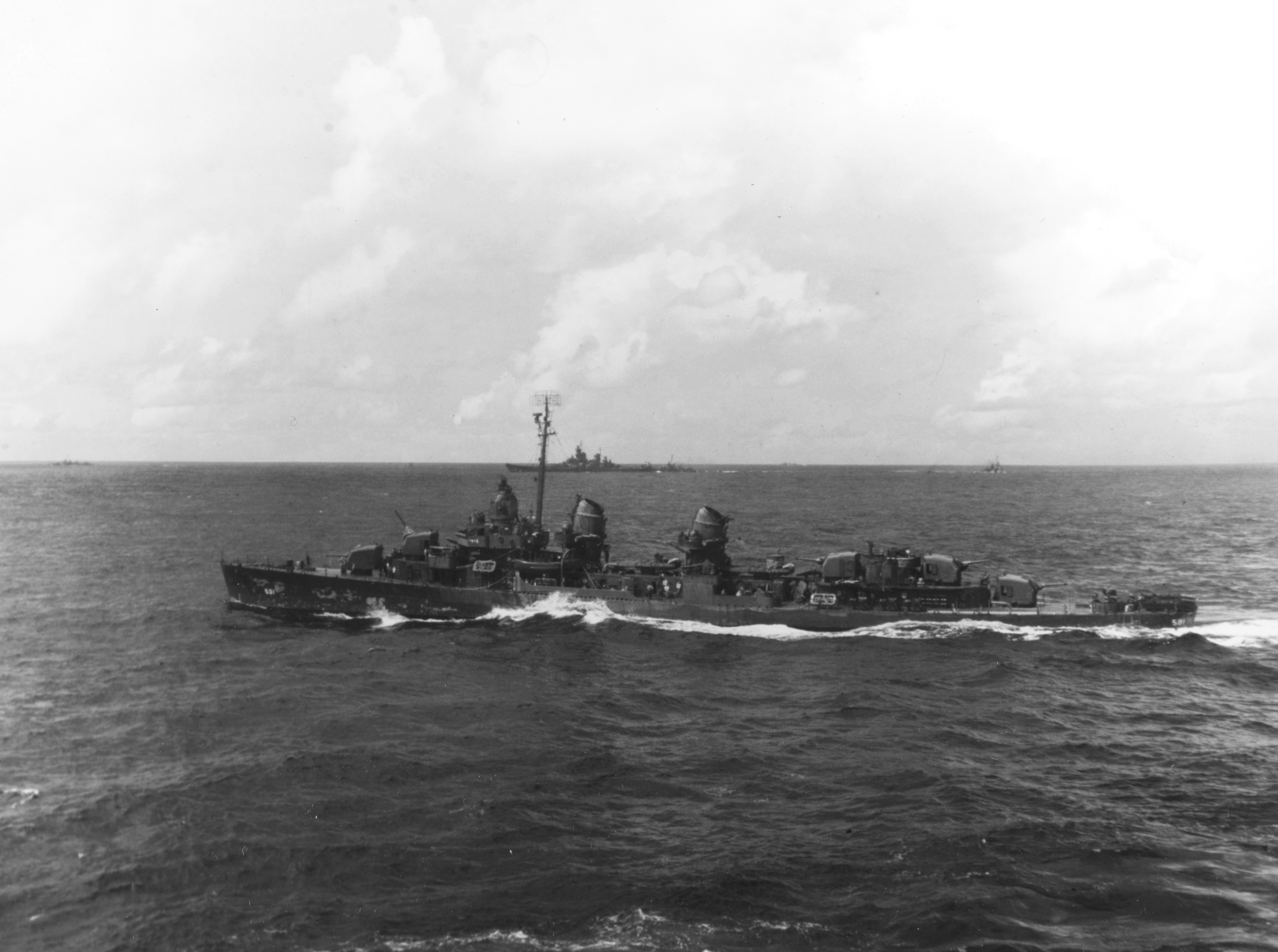
レイテ湾を航行する「チャレット」。1944年10月24日。

「チャレットは」8月29日にエニウェトク環礁を出て、9月初めにペリリューの戦いへの地ならしとフィリピンの戦いの足掛かりとしてパラオおよびフィリピンを空襲する空母の護衛を行う。任務部隊は10月4日に再度出撃し、フィリピン侵攻に備えて沖縄、ルソン島北部、台湾の日本軍飛行場を無力化すべく攻撃を加えた。
台湾沖航空戦中、「チャレット」は対空戦闘を行うとともに、損傷した重巡洋艦「キャンベラ (USS Canberra, CA-70) 」と軽巡洋艦「ヒューストン (USS Houston, CL-81) 」の救援を実施した。「チャレット」は傷ついた巡洋艦の撤退を護衛した後、エンガノ岬沖海戦で日本艦隊迎撃のため北上する任務部隊に再び加わった。
「チャレット」はウルシー環礁で10月29日から11月2日まで休養を得た後、レイテ島の橋頭堡から空の脅威を取り除くため11月上旬にルソン島の日本軍飛行場を空襲する空母任務部隊を護衛し、11月30日にリンガエン湾での活動に従事するためマヌス島へ帰投した。
1945年1月2日に出撃した「チャレット」は、1月4日から1月18日までリンガエン湾上陸の支援部隊で活動。次いで増援部隊を乗せた船団のリンガエン湾への進出と、部隊上陸後の船団のレイテ湾への後退をそれぞれ護衛した。

### ボルネオの戦い
2月2日にフィリピンを発った「チャレット」は、2月25日にオーバーホールのためピュージェット・サウンド海軍造船所に到着する。6月に戦闘海域へ戻り、オランダ領東インドでの哨戒任務に続き1か月間をボルネオの戦いの支援をして過ごした。

### 橘丸事件
8月2日の朝、「チャレット」と僚艦「コナー(USS Conner, DD-582) 」は、夜通し追跡していた日本の病院船「橘丸」を発見した。臨検隊が臨検を実施したところ、船内から兵器ほか禁制品、そして無傷の兵員が発見されたため彼らを捕虜とした（橘丸事件）。8月6日に「チャレット」と「コナー」は拿捕した「橘丸」をモロタイ島へ移送した。
「チャレット」は8月13日にモロタイ島を出てスービック湾へ向かい、次いで沖縄の中城湾へ移動する。終戦後の9月には、中国各地の港へ占領部隊の兵員や装備、その他物資の揚陸を護衛。12月12日に上海を出港し、12月30日にカリフォルニア州サンフランシスコに入港した。
「チャレット」は1946年3月4日にサンディエゴで予備役に編入され、1947年1月15日に退役した。

### ギリシャ海軍
1959年6月16日に「チャレット」はギリシャ王国へ引き渡された。1959年7月16日にカリフォルニア州ロングビーチ海軍造船所において、ギリシャ語で「矢」を意味する「ヴェロス（ (Βέλος, D16) 」の名を与えられ、艦長G・モラリス中佐の指揮の下でギリシャ海軍に就役した。
「ヴェロス」はギリシャ海軍で積極的な活動を行い、北大西洋条約機構（NATO）との共同演習のほとんどと、1964年、1967年、1974年（トルコのキプロス侵攻）そして1987年に起きたトルコとの対立に投入されている。

#### 反乱
1973年5月25日、艦長ニコラオス・パパス中佐の下でNATOとの共同演習に参加していた「ヴェロス」は、当時ギリシャを支配していた軍事政権に抵抗するために帰国を拒否し、イタリアのフィウミチーノに入港する行動に出た。
1973年5月25日、他のNATOの艦艇と共に首都ローマ南西85海里 (157 km) のイタリア本土・サルデーニャ間の海域を哨戒中であった「ヴェロス」のパパス艦長と士官たちは、ギリシャ国内の海軍士官たちが軍事政権に逮捕され、拷問を受けているということを無線で知った。パパスは逮捕された士官たちが軍事政権に反対していることを知っており、またギリシャ国内には彼らを解放させるだけの望みがないこともまた理解していた。彼は国際世論を喚起して、国外からの圧力により士官たちを救い出すべく行動することを決めた。
パパスは乗員を艦尾に集めて決定を伝え、彼らの熱意ある賛同を得た。彼は無線を通じて戦隊指揮官とNATO司令部に対し、NATOを成す根拠たる北大西洋条約前文
を引用して決起を宣言するとともに艦隊を離れてローマへ向かった。
その日の午後、「ヴェロス」はフィウミチーノの沖約3.5海里 (6.5 km) に停泊した。3人の士官（K・ゴルヅィス少尉、K・マタランガス少尉、G・ストラトス少尉）が艦載艇で上陸し、フィウミチーノ空港から電話を用いて各国際通信社に対してギリシャの現状と自分たちの行動を訴えた。彼らは翌日にパパス中佐による記者会見も設定した。
この一連の行動はギリシャの情勢について世界的な関心を巻き起こすことになり、パパス中佐と6名の士官、25名の下士官はイタリアへの亡命と政治的難民としての保護を求めた。捕えられている士官たちの解放請願書に署名した「ヴェロス」の乗員269名全員が艦長に従うことを希望したが、乗員の家族に危害が及ぶことを危惧した士官たちの説得（あるいは命令）によって残りは帰国することになった。帰国する乗員たちは、ギリシャにいる家族や友人たちに対して何が起こっているのかを伝えるように言われた。
「ヴェロス」は1か月後に交代の乗員により帰国し、亡命したパパス中佐らは軍事政権への抵抗を続けた。翌1974年7月24日の軍事政権崩壊と民政移管後、士官や下士官は全員ギリシャ海軍に復帰した。反乱の中心となったパパス中佐はその後ギリシャ海軍で最終的に中将まで昇進したほか、1982年から1986年までギリシャ海軍参謀長、1989年から1990年まで海商大臣を歴任し2013年4月5日に死去した。
「ヴェロス」は1991年2月26日にギリシャ海軍を退役した。アメリカ海軍・ギリシャ海軍での48年間の活動で366,622海里 (678,984 km) を航行した。

### 保存
1994年、ギリシャ海軍参謀本部は退役した「ヴェロス」を「独裁に対する抵抗博物館」（Μουσείο Αντιδικτατορικού Αγώνα）として保存することを発表した。ポロス海軍基地に繋がれていた「ヴェロス」は、2000年12月14日に博物館船へ転換するための整備と修復を行うためサラミス海軍基地へ移された。
「ヴェロス」は2002年6月26日以降、アテネ近郊のパライオ・ファリロの海軍伝統公園で形式的に「現役」のギリシャ海軍駆逐艦として公開され、世界に現存する4隻のフレッチャー級駆逐艦の1隻としてその姿をとどめた。
2017年9月7日、「ヴェロス」はサラミス海軍基地へ曳航され、修理を受けた。2019年9月9日からは係留地をテッサロニキに移して引き続き公開されている。2023年、テッサロニキ地方を襲った悪天候の影響で2度にわたり船体を損傷した。

## ギャラリー

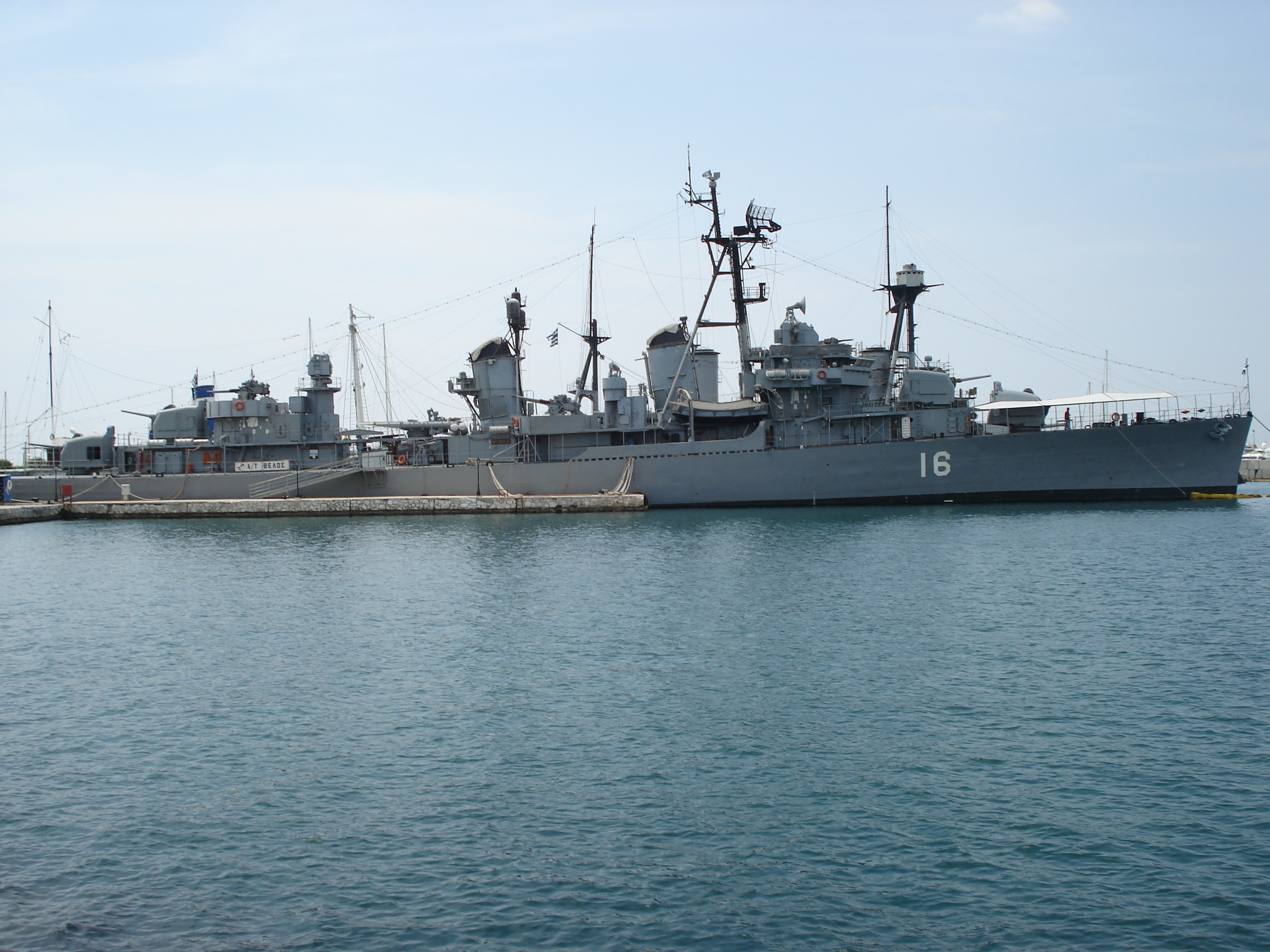
博物館船となっているヴェロスことチャレット。2006年5月31日。
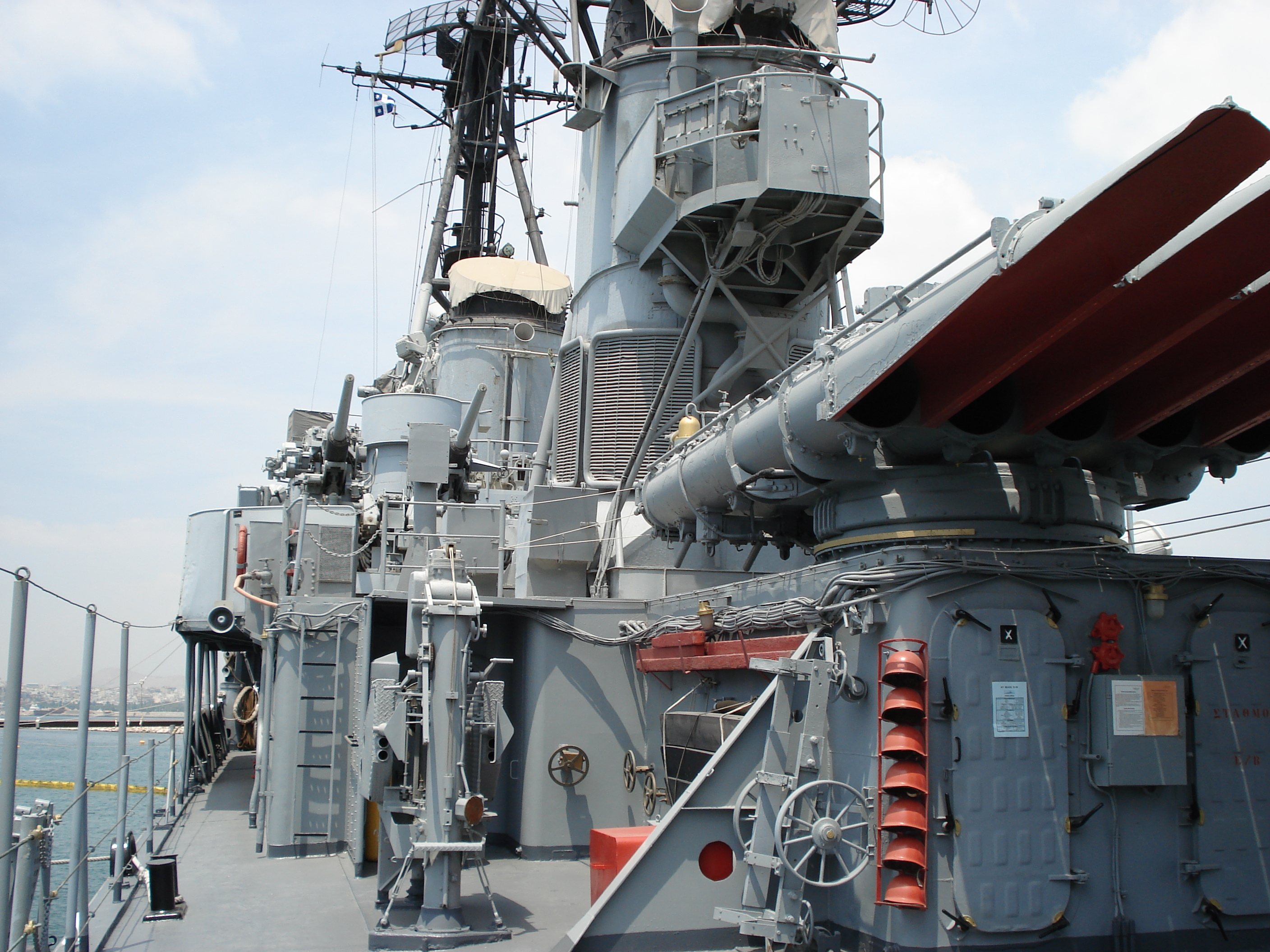
艦中央部の21インチ五連装魚雷発射管及び3インチ連装速射砲。
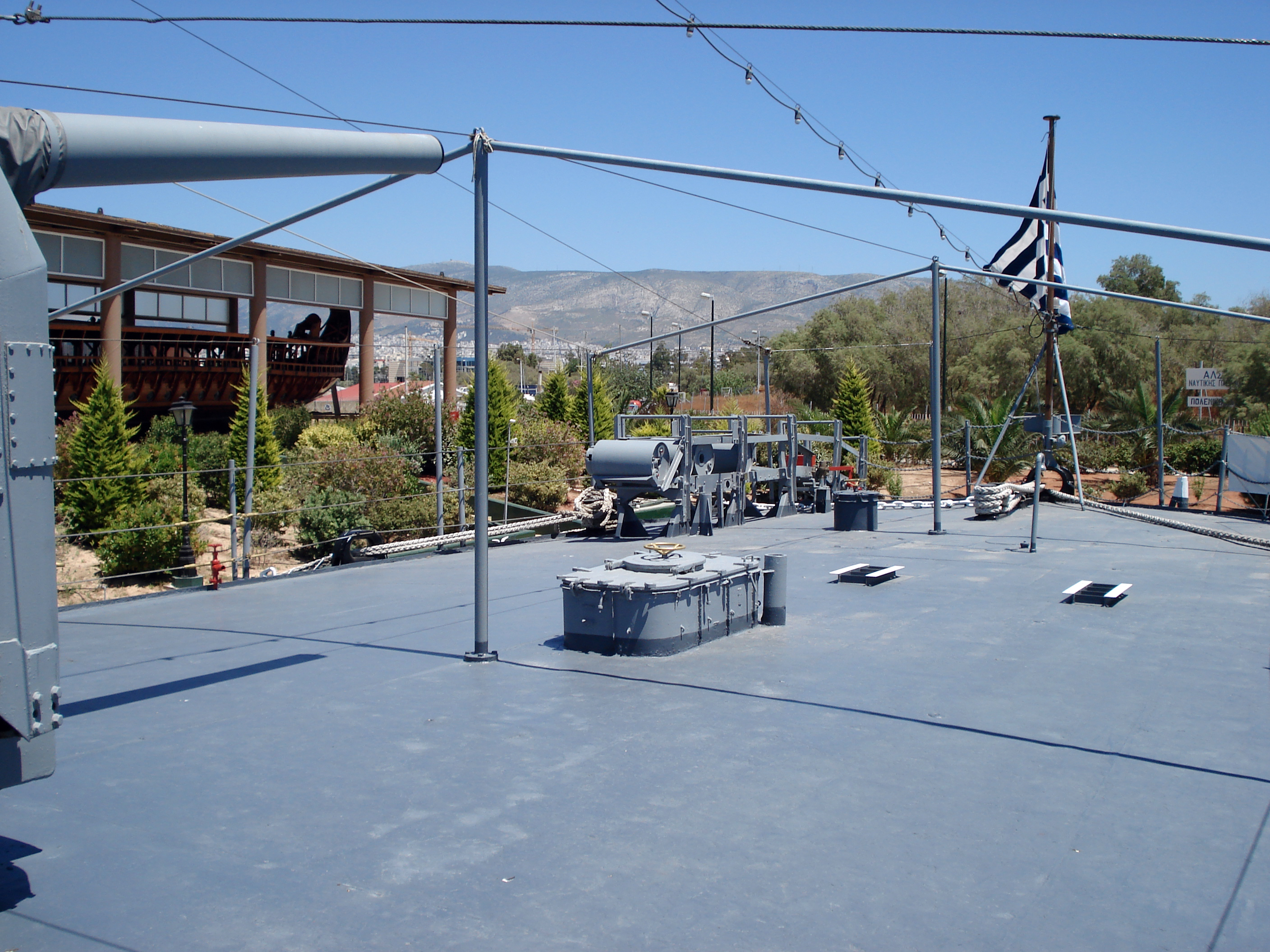
艦尾の5インチ砲と爆雷投下軌条。この甲板上でパパス中佐は乗員たちに決起を宣言した。
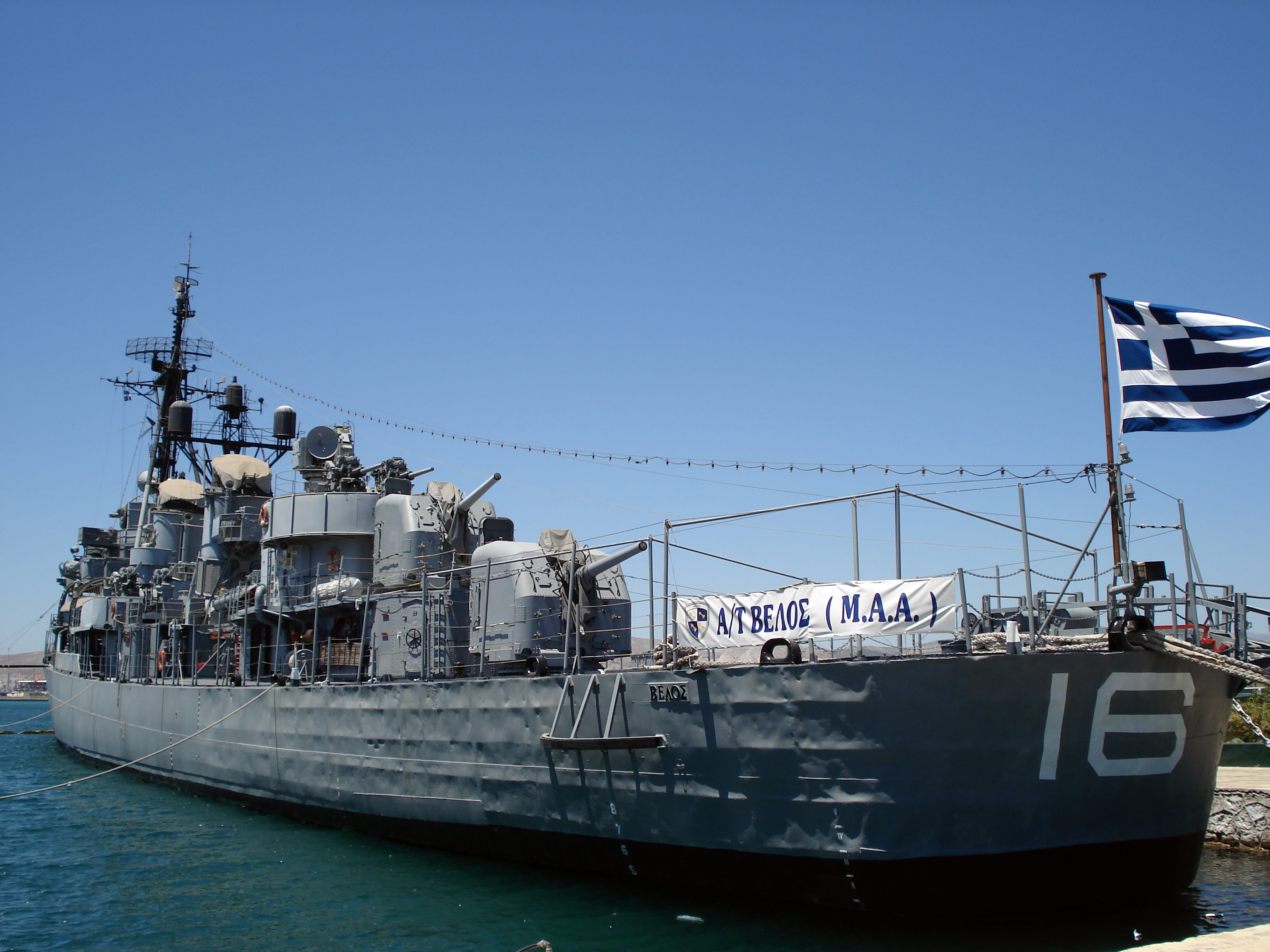
艦尾から見た艦影。
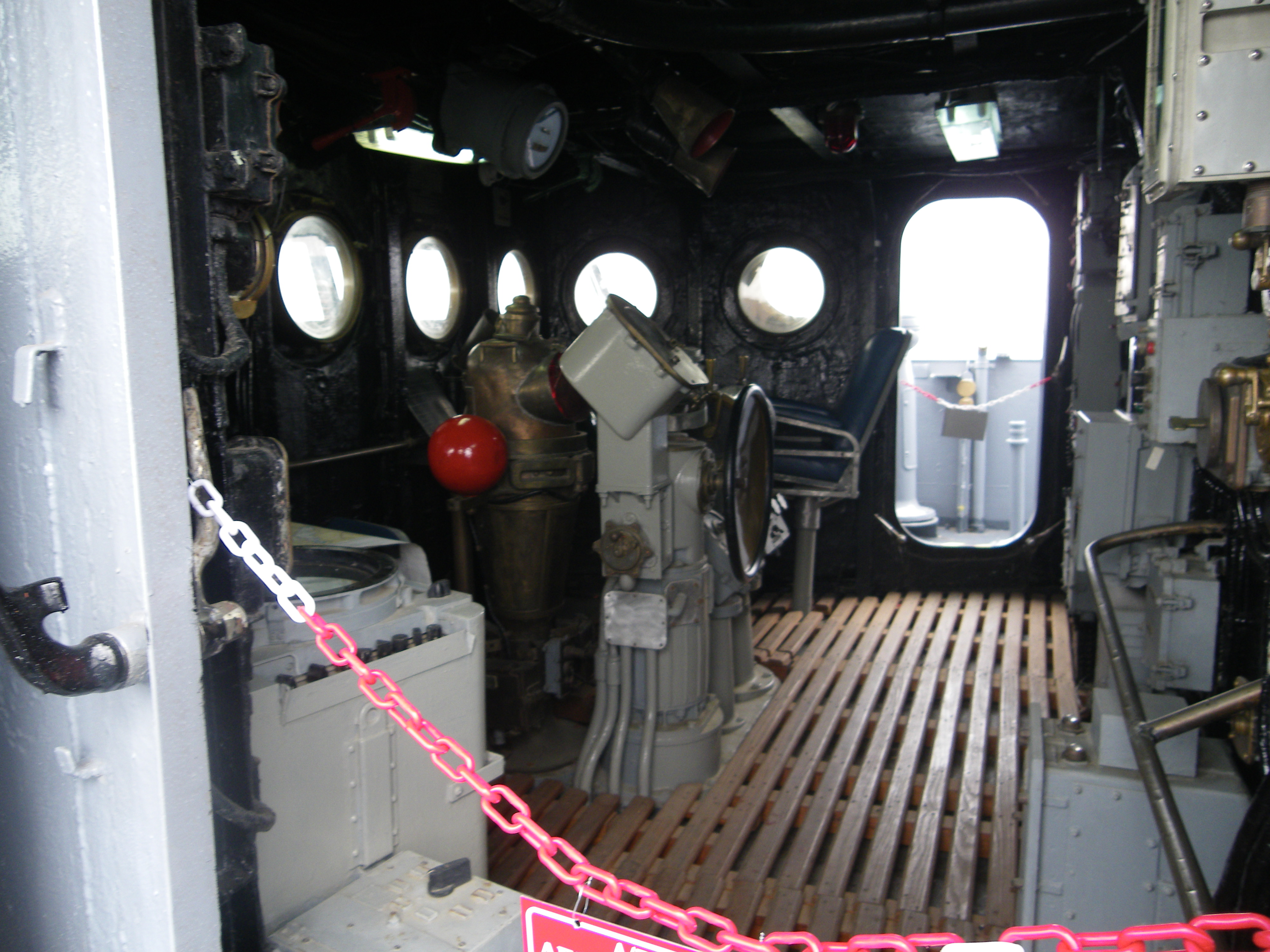
操舵艦橋。
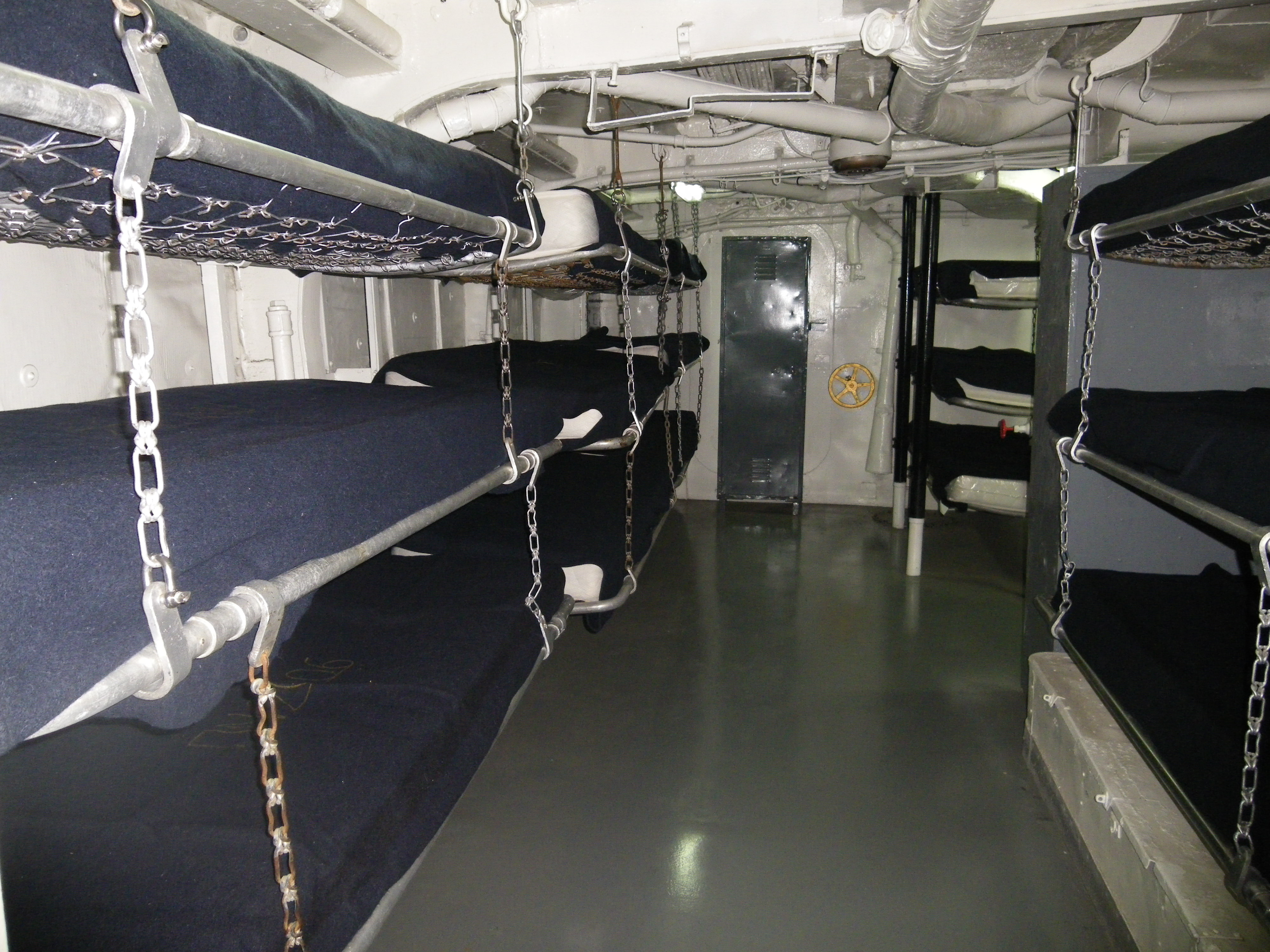
兵員室のベッド。
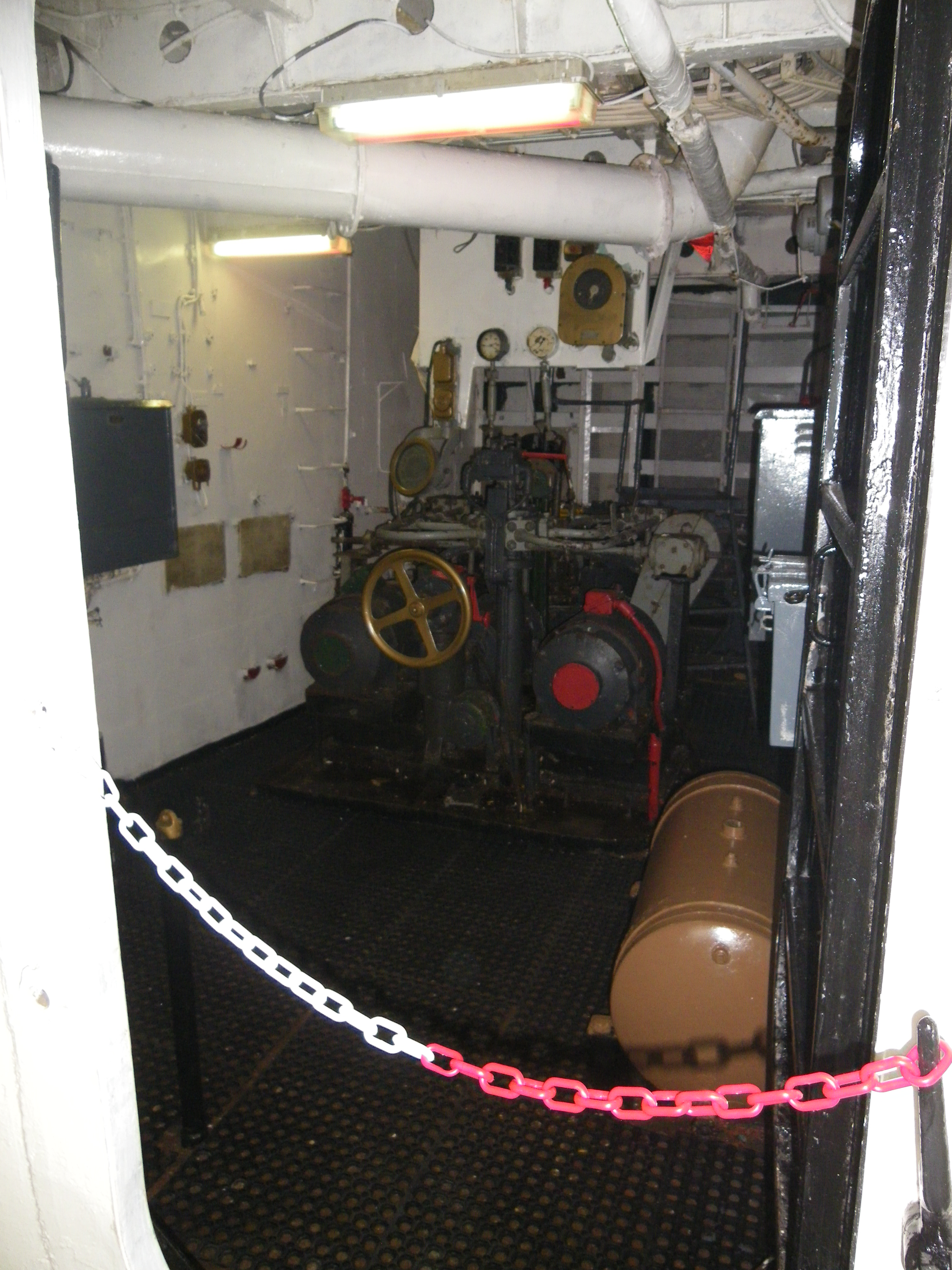
機関室。

## 栄典
チャレットは第二次世界大戦の功績で13個の従軍星章を受章した。